# Myrioblephara idaeoides
Myrioblephara idaeoides är en fjärilsart som beskrevs av Moore 1888. Myrioblephara idaeoides ingår i släktet Myrioblephara och familjen mätare. Inga underarter finns listade i Catalogue of Life.